# Riska Island
Riska Island är en obebodd ö i Highland, Skottland. Ön är belägen 5 km från Acharacle.